# Michel Daerden
Pour les articles homonymes, voir Daerden.
Michel Daerden O.M.W., né à Baudour le 16 novembre 1949 et mort à Fréjus le 5 août 2012, est un homme politique belge de langue française, membre du Parti socialiste et ancien réviseur d'entreprise. Il est bourgmestre d'Ans de 1993 à 2011.

## Famille
Michel Daerden est le fils de Michel Daerden, cheminot, et de Jeanne Delcroix.
Il est le père d'Aurore Daerden, DJ et styliste, d'Elena Daerden et de Frédéric Daerden, bourgmestre de la ville de Herstal.

## Biographie

### Carrière politique
Michel Daerden est élu à la 47e législature de la Chambre des représentants en 1988. En 1991, il est élu au Sénat Belge.
En 1993, il est élu bourgmestre d'Ans, après y avoir été élu conseiller communal en 1982 et échevin de l’Environnement et des Finances en 1991.
Daerden est nommé par le gouvernement fédéral comme Ministre fédéral de la Politique scientifique et des Infrastructures de 1994 à 1995 et Ministre fédéral des Transports de 1995 à 1999.
Après les élections de 1999, Daerden est élu au Parlement Wallon comme Ministre régional de l’Emploi, de la Formation et du Logement (juillet 1999-avril 2000).
Daerden devient Vice-Président du Gouvernement wallon, chargé des Finances, du Budget, du Logement, de l’Équipement et des Travaux publics (d'avril 2000 à juin 2004). Parallèlement, il est aussi nommé Ministre du Budget de la Communauté française (juin 2003-juin 2004).
Après les élections régionales de juin 2004, il devient Vice-Président du Gouvernement wallon, chargé du Budget, des Finances et de l'Équipement (juillet 2004-2009) et parallèlement il assure les fonctions de Vice-Président du Gouvernement de la Communauté française, chargé du Budget, des Finances (juillet 2004-2009), de la Fonction publique et des Sports (juillet 2007-2009).
En 2009, Daerden est transféré au gouvernement fédéral où il est Ministre des Pensions et des Grandes Villes au fédéral (juillet 2009-décembre 2011).
Le 1er mars 2010, un dossier anonyme signé tm-tf, de plusieurs dizaines de pages selon certaines sources, de plusieurs centaines selon d'autres, est transmis au procureur général de Liège, à certaines personnalités politiques et à la presse. Il entend démonter le « système Daerden » : mécanismes mis en place, violations du code pénal. Michel Daerden a porté plainte contre X pour diffamation et calomnie,.
Le 16 mars 2011, une motion de méfiance constructive a été déposée par 20 élus sur 29 contre la majorité de la commune d'Ans, visant la révocation du Collège dirigé par Michel Daerden. Cette motion est adoptée le 28 mars 2011 avec vingt voix en faveur, trois contre et deux abstentions. Il est remplacé par Stéphane Moreau à la tête d'Ans.

### Daerdenmania
Il était surnommé « Papa » ou « le Socialiste à la Porsche »,.
Michel Daerden a fait l'objet d'une attention toute particulière et devient une star sur You Tube, à la suite des élections communales belges de 2006. Des extraits de ses interventions post-électorales à la RTBF et sur la télévision locale liégeoise RTC-Télé Liège, où il semble ivre, ont circulé parmi les internautes belges (francophones et néerlandophones) et ont fait partie des vidéos les plus regardées sur YouTube. Ce fut l'élément déclencheur d'un buzz fréquemment appelé Daerdenmania. Cette éphémère Daerdenmania ne cache pas l'énervement d'une partie de la population[Qui ?] devant ses frasques et ses cumuls de mandats communaux, intercommunaux, régionaux, provinciaux, fédéraux.[réf. nécessaire] Michel Daerden invoque des « problèmes psychomoteurs » et une dyslexie pour expliquer la lenteur de son élocution. À l'occasion de l'émission Les Enfants de la télé spéciale France-Belgique, le ministre avait accepté l'invitation d'Arthur.
Manifestant un sens certain du spectacle dans ses activités politiques, il a déclaré qu'il aurait voulu être chanteur. Il se surnomme d'ailleurs lui-même le Gainsbourg des politiques belges.

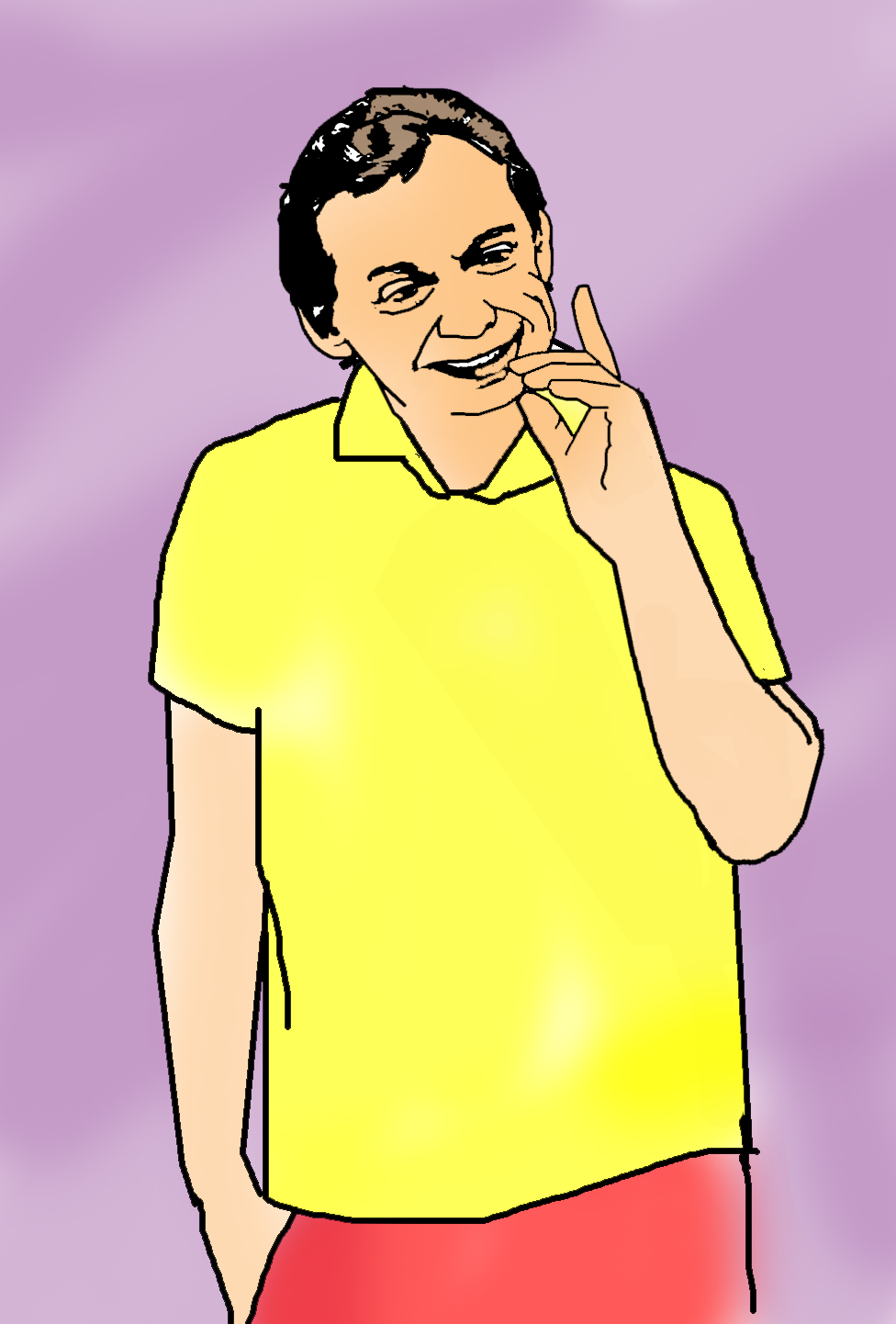
Daerden vu par Michel Schoovaerts

Cyborgjeff crée un clip-vidéo appelé « Daerden machine », mettant à la chaîne plusieurs extraits de vidéo, incluant une citation de Daerden lui-même : « Tout le monde aime Papa ».
Le 6 décembre 2006, il pose la première pierre des futurs stands du circuit de Spa-Francorchamps[réf. nécessaire].
En 2007, dans l'émission Ça vous fait rire ? sur RTL-TVI, il annonce avoir eu lors des élections de 2006 « le meilleur taux de pénétration ». Franck Dubosc, alors invité à l'émission, l'avait considéré comme « le Rocco Siffredi de la politique ».
Depuis le 28 mai 2007, il est un des personnages de TV Belgiek[réf. nécessaire].
Le 8 décembre 2009, une émission intitulée Les 12 Travaux de Michel Daerden lui fut consacrée sur la chaîne belge RTBF. On y exploite sa réputation de « bon vivant » et son penchant pour la boisson, spécialement pour le Pomerol.
Son élocution caractéristique de certaines de ses interviews est parodiée au début d'un sketch de 2016 de l'humoriste Martin Charlier intitulé Les trois petits cochons en wallon ainsi qu'en 2018 dans l'émission Le grand cactus de la RTBF.

### Mort
Il est hospitalisé le 25 juillet 2012 à la suite de deux arrêts cardiaques. À son arrivée à l'hôpital de Fréjus, les médecins le placent dans un coma artificiel. À plusieurs reprises, les médecins tentent de le sortir du coma, mais il se montre agité et les médecins retardent la tentative de réveil. L'ancien ministre souffre d'une infection pulmonaire, et aucun antibiotique ne parvient à faire tomber la température. Au terme de quatre jours, les médecins pratiquent une trachéotomie pour faciliter la respiration mais son état se dégrade dans la journée, et il meurt le 5 août 2012. Il est enterré, au cimetière d’Alleur, selon les rites de la Franc-maçonnerie, à laquelle il appartenait.

## Mandats
- Il siégea pendant la 47e législature de la Chambre des représentants (1988-1991)
- Échevin (de 1991 à 1993)
- Ministre fédéral de la Politique scientifique et des Infrastructures (1994-1995)
- Ministre fédéral des Transports (1995-1999)
- Ministre régional de l’Emploi, de la Formation et du Logement (juillet 1999-avril 2000)
- Vice-Président du Gouvernement wallon, chargé des Finances, du Budget, du Logement, de l’Équipement et des Travaux publics (d'avril 2000 à juin 2004)
- Ministre du Budget de la Communauté française (juin 2003-juin 2004)
- Vice-Président du Gouvernement wallon, chargé du Budget, des Finances et de l'Équipement (juillet 2004-2009).
- Vice-Président du Gouvernement de la Communauté française, chargé du Budget, des Finances (juillet 2004-2009), de la Fonction publique et des Sports (depuis juillet 2007-2009).
- Ministre des Pensions et des Grandes Villes au fédéral (juillet 2009 - décembre 2011)
- Bourgmestre d'Ans, dans la périphérie liégeoise (1993-2011).
- Au Parti socialiste : membre d'instances locales (1982-2012), fédérales (1985-2012) et générales (1987-2012).
- Conseiller communal (1982-2012)
- Parlementaire de l’arrondissement de Liège (1987-2012).

## Résultats électoraux
- Voix de préférence aux élections :
  - 2003 - Fédérales (prov. de Liège) : 55 565 voix (8,6 %)
  - 2006 - Communales (commune de Ans) : 4 150 voix (22,7 %)
  - 2007 - Fédérales (prov. de Liège) : 92 922 voix (14 %)
  - 2009 - Régionales (circ. de Liège) : 63 580 voix (17,7 %)
  - 2010 - Fédérales (prov. de Liège) : 72 194 voix (11,1 %)

## Diplômes
- Licence en sciences commerciales et financières, Hautes études commerciales de Liège, 1971, avec distinction[21].
- Agrégation de l’enseignement secondaire supérieur pour les sciences commerciales, Hautes études commerciales de Liège, 1973, avec grande distinction[21].
- Licence en sciences économiques appliquées (orientation : administration des affaires, option économie de l’entreprise), Université d'État de Mons, 1975[21].
- Licence spéciale en révisorat, Université d'État à Mons, 1977, avec grande distinction[21].

## Distinctions
- Officier du Mérite wallon (O.M.W.) 2012 (à titre posthume)
- Commandeur de l'Ordre de Léopold